# Ouratea megaphylla
Ouratea megaphylla är en tvåhjärtbladig växtart som beskrevs av C. Sastre. Ouratea megaphylla ingår i släktet Ouratea och familjen Ochnaceae. Inga underarter finns listade i Catalogue of Life.